# 중앙아메리카 대공화국
중앙아메리카 대공화국(스페인어: La República de América Central)은 1896년부터 1898년까지 단기간 존재했던 온두라스, 니카라과, 엘살바도르의 일시적 연합이다. 19세기 초반에 존재했던 중앙아메리카 연방 공화국을 되살리려는 시도였다.
세 나라는 1895년 6월 20일 아마팔라에서 조약에 서명하고 연합 설립에 합의했다. 1896년 9월 15일, 세 나라가 모두 조약을 조인해 연합이 공식적으로 승인되었다. 1898년 11월 1일, 헌법이 시행되면서 "중앙아메리카 합중국"으로 이름을 바꾸었다. 수도는 아마팔라였다. 11월 21일 엘살바도르에서 토마스 레갈라도가 권력을 장악하면서 연합이 해산되었다.
연합이 해산되기 전에는 미국과 외교 관계를 맺기도 했다. 과테말라와 코스타리카도 연합 참여를 고려했었으나, 최종적으로 실행하지는 않았다.

## 같이 보기
- 중앙아메리카의 역사
- 중앙아메리카 연방공화국